# Almaș
Almaș (in ungherese Háromalmás, in tedesco Almasch) è una città della Romania di 2 961 abitanti, ubicata nel distretto di Arad, nella regione storica della Transilvania.
Il comune è formato da un insieme di 4 villaggi: Almaș, Cil, Joia Mare, Rădești.